# イルビング・グディーニョ
イルビング・ハイール・グディーニョ・ロペス（Irving Jahir Gudiño López , 2000年11月15日 - ）は、パナマ・パナマ県パナマ市出身のサッカー選手。セグンダ・ディビシオンB・マルベジャFC所属。ポジションはミッドフィールダー。

## クラブ経歴
2019年にタウロFCのトップチームに昇格。8月19日のCDプラサ・アマドール戦でプロデビュー。2020年1月26日のCDアラベ・ウニド戦では、プロ初ゴールを記録。以降出場機会が増加。
2020年10月9日、マルベジャFCと契約した事が発表。2021年1月5日のコパ・デル・レイのレアル・バリャドリード戦で、移籍後初ゴールを決めるも、試合は延長戦の末2-3で敗れた。

## 代表経歴
2020年2月にパナマ代表に初招集され、26日のニカラグア戦で代表デビュー。同年11月の日本戦の代表メンバーにも招集されたものの、出身機会は無かった。